# Erik Braal
Erik Braal (16 mei 1971) is een Nederlandse basketbalcoach. In 2003 begon hij bij Rotterdam Basketbal, met de club eindigde hij in twee van zijn vier seizoenen als 4e in de Eredivisie. Braal coachte West-Brabant Giants voor drie jaar; in het laatste jaar bereikte hij de Finale met het team. Na een sabbatical jaar in 2010/11, werd Braal coach van Aris Leeuwarden. Met Aris boekte hij in 2012/13 de beste prestatie in clubhistorie: Aris haalde tegen alle verwachtingen in de finale van de DBL. In 2013 werd hij coach van Oberwart Gunners in Oostenrijk, waar hij tot 2015 bleef. Op 22 juni 2015 werd bekend dat Braal voor twee seizoenen coach wordt van Donar uit Groningen.
In zijn eerste seizoen behaalde hij met Donar het vijfde landskampioenschap in de clubhistorie. In zijn tweede seizoen won hij met Donar zowel de supercup, de nationale beker als het landskampioenschap. Hiermee werd hij de eerste coach die in het Nederlandse basketbal "de triple" oftewel in een seizoen alle Nederlandse prijzen zou winnen. In dit seizoen werd Braal voor de derde keer in zijn carrière verkozen tot DBL Coach of the Year. Ook zou in dit seizoen voor het eerst in de clubgeschiedenis de tweede ronde van de Fiba Europe Cup worden gehaald. Hierop verlengde hij zijn contract met drie jaar. In zijn derde seizoen werd kwalificatie voor de Basketball Champions League op een haar na gemist. In de derde en laatste voorronde werd Donar tegen het Spaanse Movistar Estudiantes pas na overtime in Madrid uitgeschakeld. Drie dagen later ging de supercup nog verloren, maar Braal zou met Donar uiteindelijk dit seizoen met grote overmacht de zesde beker en het zevende landskampioenschap binnenhalen. Zowel in de beker als in de play-offs werd geen enkele wedstrijd verloren. Voor de vierde keer werd hij verkozen tot DBL Coach of the Year. Daarnaast behaalde hij dit seizoen in de Fiba Europe Cup de halve finale, waarin over twee wedstrijden werd verloren van het Italiaanse Reyer Venezia. Donar bleef thuis ongeslagen en Braal werd ook in de FIBA Europe Cup gekozen tot Coach of the Year. In zijn vierde seizoen won hij voor de tweede keer de supercup met Donar, de derde voor Donar en voorlopig de laatste gewonnen prijs van de club. In de play-offs behaalde Braal voor de vierde keer op rij de finale, welke verloren ging. In zijn vijfde seizoen behaalde hij de bekerfinale welke gespeeld zou worden tegen zijn oude club Aris. Deze werd echter niet gespeeld door de coronacrisis. Kort daarop besloot Donar niet verder te gaan met Braal en zo kwam er een abrupt einde aan het seizoen en de uiterst succesvolle samenwerking.
In 2020 tekende Braal met Heroes Den Bosch. Hij leidde de Bosschenaren naar een landskampioenschap in 2022, en won de  Basketball Cup achtereenvolgend in 2024 en 2025.

## Erelijst
| Competitie                                 | Aantal | Jaren                  |
| Donar                                      | Donar  | Donar                  |
| ------------------------------------------ | ------ | ---------------------- |
| Landskampioen                              | 3×     | 2016, 2017, 2018       |
| NBB-Beker                                  | 2×     | 2017, 2018             |
| Supercup                                   | 2×     | 2016, 2018             |
| Heroes Den Bosch                           |        |                        |
| Landskampioen                              | 2×     | 2022, 2025             |
| NBB-Beker                                  | 2×     | 2024, 2025             |
| Supercup                                   | 1×     | 2022                   |
| Individueel                                |        |                        |
| DBL Coach van het Jaar                     | 4×     | 2006, 2008, 2017, 2018 |
| FIBA Europe Cup Fan Vote Coach of the Year | 1×     | 2018                   |